# Listă de teologi creștini
Aceasta este o listă de teologi creștini notabili. Enumerarea este ordonată după secole. Dacă un teolog anume a trăit în două secole, poate fi găsit fie în primul, fie în cel de-al doilea, în funcție de modul în care este de obicei identificat.

## Secolul I
- Evanghelistul Marcu
- Evanghelistul Ioan
- Pavel din Tars, apostol (cca. 3 – 66)

## Secolul al II-lea
- Iustin Martirul și Filozoful (cca. 110 - 165)
- Policarp de Smirna (cca. 70 – 160)

## Secolul al III-lea
- Antonie cel Mare (cca. 250 - 356)
- Clement de Alexandria (cca. 150 - cca. 215)
- Ireneu de Lyon (cca. 120 - 203)
- Origen (cca. 184 - 254)
- Tertulian

## Secolul al IV-lea
- Arsenie cel Mare (cca. 355 - cca. 449)
- Atanasie de Alexandria (296 - 373)
- Chiril din Ierusalim (315 - 386)
- Epifanie de Salamina (308/315 - 403)
- Grigore de Nyssa (cca. 330 - cca. 395)
- Grigore de Nazianz (329 - 389)
- Ioan Chrisostom (347 - 407)
- Vasile cel Mare (cca. 330 - 379)

## Secolul al V-lea
- Augustin de Hipona (354 - 430)
- Ieronim (cca. 347 - 420)

## Secolul al IX-lea
- Ioan Scotus Eriugena (810-877)

## Secolul al XI-lea
- Simeon Noul Teolog (949-1022)

## Secolul al XII-lea
- Hugo de Saint Victor (1196-1141)
- Pierre Abelard (1079-1142)
- Petrus Lombardus (1100-1160)
- Anselm de Canterbury (1033 - 1109)
- Bernard de Clairvaux (1090 - 1153)
- Gioacchino da Fiore (1130-1202)

## Secolul al XIII-lea
- Albert cel Mare (cca.1200 - 1280)
- Toma de Aquino (1224 - 1274)
- Bonaventura (1221-1273)

## Secolul al XIV-lea
- Duns Scotus (1265? - 1308?)
- Meister Eckhart (1260 - 1328)

## Secolul al XV-lea
- Thomas a Kempis (1380 - 1471)
- Iuliana din Norwich (cca.1342 - 1416)
- Nicolaus Cusanus (1401 - 1464)

## Secolul al XVI-lea
- Alexander Alesius (1500-1565)
- Heinrich Bullinger (1504-1575)
- Teodor Beza (1519-1605)
- Jean Calvin (1509-1564)
- Thomas Cranmer (1489-1556)
- Desiderius Erasmus (1469-1536)
- Richard Hooker (1554-1600)
- John Knox (cca. 1513-1572)
- Ignațiu de Loyola (cca. 1491-1556)
- Martin Luther (1483-1546)
- Philip Melanchthon (1497-1560)
- Ulrich Zwingli (1484-1531)

## Secolul al XVII-lea
- Antim Ivireanu (cca. 1650-1716)
- Iacob Arminius (1560-1609)
- Richard Baxter (1615-1691)
- Jakob Böhme (1575-1624)
- Zachary Boyd (1585-1653)
- Owen Feltham (cca. 1602-1668)
- John Flavel (1627-1691)
- George Fox (1624-1691)
- Hugo Grotius (1583-1645)
- John Owen (1616-1683)
- Anton Praetorius (1560-1613)
- Francis Turretin (1623-1687)
- Théophile Raynaud (1583-1663

## Secolul al XVIII-lea
- George Bull (1634-1710)
- Thomas Burnet (1635?-1715)
- Jonathan Edwards (1703-1758)
- John Fletcher (1729-1785)
- John Gill (1697-1771)
- Johann Nikolaus von Hontheim (1701-1790)
- Immanuel Kant (1724–1804)
- John Mill (1645-1707)
- Johann Michael Sailer (1751-1832)
- Philipp Jakob Spener (1635-1705)
- Emanuel Swedenborg (1688-1772)
- Charles Wesley (1707-1788)
- John Wesley (1703-1791)
- George Whitefield (1774-1770)

## Secolul al XIX-lea
- Archibald Alexander (1772-1851)
- Nathan Bangs (1778-1862)
- William Booth (1829-1912)
- Borden Parker Bowne (1847-1910)
- Adam Clarke (1762-1832)
- Charles Grandison Finney (1792-1875)
- Wilbur Fisk (1792-1839)
- A. A. Hodge (1823-1886)
- Charles Hodge (1797-1878)
- Hugh Price Hughes (1847-1902)
- John Miley (1813-1895)
- Johann Adam Möhler (1796-1838)
- Nectarie din Egina (1846-1920)
- John Henry Newman (1801-1890)
- Heinrich Paulus (1761-1851)
- William Burt Pope (1822-1903)
- Philip Schaff (1819-1893)
- Friedrich Schleiermacher (1768-1834)
- Rudolf Smend (1851-1913)
- Charles Spurgeon (1834–1892)
- Bernhard Stade (1848-1906)
- Georg Daniel Teutsch(1817-1893)
- Richard Watson (1781-1833)
- Christian Hermann Weisse (1801-1866)

## Secolul al XX-lea
| - Nikolai Afanasiev (1893-1966) - Bartolomeu Anania (1921-2011) - Greg Bahnsen (1948-1995) - Francisca Băltăceanu (n. 1943) - Hans Urs von Balthasar (1905-1988) - Karl Barth (1886-1968) - Louis Berkhof (1873-1957) - Arsenie Boca (1910-1989) - Dietrich Bonhoeffer (1906-1945) - Edgar S. Brightman (1884-1953) - F.F. Bruce (1910-1990) - Emil Brunner (1889-1966) - Rudolf Karl Bultmann (1884-1976) - Gordon Clark (1902-1985) - Edmund Clowney (1917–2005) - John B. Cobb (n. 1925) - Yves Congar (1904-1995) - Oscar Cullmann (1902-1999) - Dorothy Day (1897-1980) - Avery Dulles (1918-2008) - Ignacio Ellacuría (1930-1989) - Frederic William Farrar (1831-1903) - Hans Wilhelm Frei (1922-1988) - Constantin Galeriu (1918-2003) - J. Kenneth Grider - Gustavo Gutiérrez (n. 1928) - Georgia Harkness (1891-1974) - Adolf von Harnack (1851-1930) - Carl F. H. Henry (1913-2003) - Anthony A. Hoekema (1913-1988) - Heinrich Julius Holtzmann (1832-1910) - E. Stanley Jones (1884-1973) - Albert Knudson (1873-1953) - Hans Küng (1928–2021) - Abraham Kuyper (1837-1920) - C. S. Lewis (1898-1963) - Edwin Lewis (1881-1959) - Bernard Lonergan (1904-1984) - Vladimir Lossky (1903-1956) - Henri de Lubac (1896-1991) | - J. Gresham Machen (1881-1937) - Carlo Maria Martini (1927-2012) - Martin E. Marty (1928- ) - Thomas Merton (1915-1968) - Johann Baptist Metz (1928–2019) - Jean Meyendorff (1926-1992) - John Murray (1898-1975) - Nicolae Neaga (1902-2003) - Reinhold Niebuhr (1892-1971) - H. Richard Niebuhr (1894-1962) - Rudolf Otto (1869-1937) - Albert C. Outler (1908-1989) - J. I. Packer (1926- ) - Karl Rahner (1904-1984) - Joseph Ratzinger (1927-2022) - Serafim Rose (1934-1982) - Franz Rosenzweig (1886-1929) - Rosemary Radford Ruether (1936– ) - Charles Taze Russell (1852–1916) - Francis Schaeffer (1912-1984) - Leo Scheffczyk (1920-2005) - Rudolf Schnackenburg (1914-2002) - Albert Schweitzer (1875-1965) - Fulton Sheen (1895-1979) - Albert Benjamin Simpson (1843-1919) - Tomáš Špidlík (1919-2010) - Dumitru Stăniloae (1903-1993) - Nicolae Steinhardt (1912-1989) - John Stott (1921-2011) - Paul Tillich (1886-1965) - Thomas F. Torrance (1913-2007) - Iosif Țon (n. 1934) - Cornelius Van Til (1895-1987) - John Walvoord (1910-2002) - B. B. Warfield (1851-1921) - H. Orton Wiley (1877-1961) - Ioan Paul al II-lea (Karol Wojtyła) (1920-2005) - Christos Yannaras (1935-2024) - John Howard Yoder (1927-1997) - Ioannis Zizioulas (1931-2023) |

## Secolul al XXI-lea
| - Dale Allison - Marcella Althaus-Reid - Marva Dawn - Richard Foster - John Frame (1939- ) - Chris Glaser - Bob Goss - Stanley Grenz (1950-2005) - Rowan Williams (n. 1950) - Wayne Grudem - Stanley Hauerwas (n. 1940) - Michael Horton - John J McNeill - Alister McGrath (n. 1953) - Jürgen Moltmann (1926-2024) - Thomas C. Oden (n. 1931) | - Wolfhart Pannenberg (1928-2014) - Eugene Peterson (1932- ) - Clark Pinnock - John Polkinghorne - Andrew Purves - Remus Rus (1942-) - Edward Schillebeeckx (1914-2009) - R. C. Sproul - Laurențiu Streza (1947- ) - Elizabeth Stuart - David Tracy (1939-) - Miroslav Volf - Mona West - William Willimon (1946- ) - Nancy Wilson - NT Wright |